# Federación Internacional de Taekwon-Do
La Federación Internacional de Taekwon-Do (en inglés International Taekwon-Do Federation, o ITF) es la federación internacional encargada de regular y reglamentar las prácticas marciales y profesionales del Taekwon-Do, fundada el 22 de marzo de 1966.
El TaeKwon-Do es un arte marcial moderno de origen coreano desarrollado en el siglo XX por el Gran Maestro General coreano Choi Hong Hi. Se destaca por la variedad de sus técnicas de defensas y ataques usando los pies y manos sin armas, actualmente es una de las artes marciales más conocidas.[cita requerida] Se basa fundamentalmente en artes marciales mucho más antiguas como el taekkyon y el hwa rang do coreanos y el karate-do japonés. 
Debido a la creación de otra federación denominada World Taekwondo Federation (que implementó un estilo muy diferente de Taekwon-do a la vez de convertirlo en deporte olímpico), el estilo de la Federación Internacional es a veces referido como Taekwon-Do ITF.
Tras la muerte del General Choi (ocurrida en el año 2002), se produjo una gran controversia en torno a la elección del sucesor del fundador de la disciplina que terminó llevando a la ITF a sufrir distintas escisiones. En la actualidad, se conocieron cuatro escisiones a nivel mundial con relación a la ITF presidida por Ri Yong Son, con sede en Viena, Austria. Las esciciones más conocidas a nivel mundial son la ITF Administration, presidida por Choi Jung Hwa, (hijo del General Choi), la ITF Organization, creada por el Gran Maestro Tran Trieu Quan y presidida actualmente por el GM Paul Weiler, la Chan-hun ITF, presidida por el GM Ken Phap Lu y la ITF Union, fundada entre otros por los GM Javier Dacak y Pablo Trajtenberg, y presidida por el GM Don Dalton. Por otra parte, una última escisión conocida fue la Unified ITF, fundada en 2004 por el Gran Maestro Hwang Kwang Sung y que finalmente terminó por independizarse del sello de ITF al ser renombrada como Unified Taekwondo, manteniendo como legado el estilo ITF.

## Historia
La historia del Taekwon-do como arte marcial, se inició oficialmente gracias al trabajo desarrollado por el General Coreano Choi Hong Hi, quien aunando sus conocimientos en los artes del taekkyon y del karate-do japonés, se propuso dar forma y entidad al nuevo arte marcial. El nombre taekwon-do (elegido tras una reunión de personalidades convocadas por el propio General Choi), se traduce al español como "El camino de los pies y las manos", tomando como referencias las partes del cuerpo utilizadas para su desarrollo (Tae = pies, Kwon = manos), a la vez de comparar el proceso de aprendizaje con un camino (Do) por el que el practicante debe incursionar hasta alcanzar su madurez en la disciplina.

El taekwon-do es un arte marcial moderno, registrado por primera vez ante el gobierno coreano en el año 1955 por el General Choi Hong Hi, quien para su creación se basó en todo lo que aprendiera en su juventud como estudiante del Taekkyon coreano, antes de la ocupación japonesa de Corea (1910-1945), periodo donde el joven Choi fue protagonista de hechos que marcarían su vida y lo llevarían a impulsar la creación del taekwon-do. Tras cumplir sus 20 años, Choi fue enviado al Japón, donde además de continuar con su educación universitaria fue formado en la práctica del Karate-do japonés estilo Shotokan, logrando dos años más tarde su primera graduación como cinturón negro 1.er DAN. Su camino en el aprendizaje del Karate lo llevó a la par de su formación académica, manteniendo una gran preparación física y mental que lo terminaría ascendiendo a la graduación de 2.º DAN.

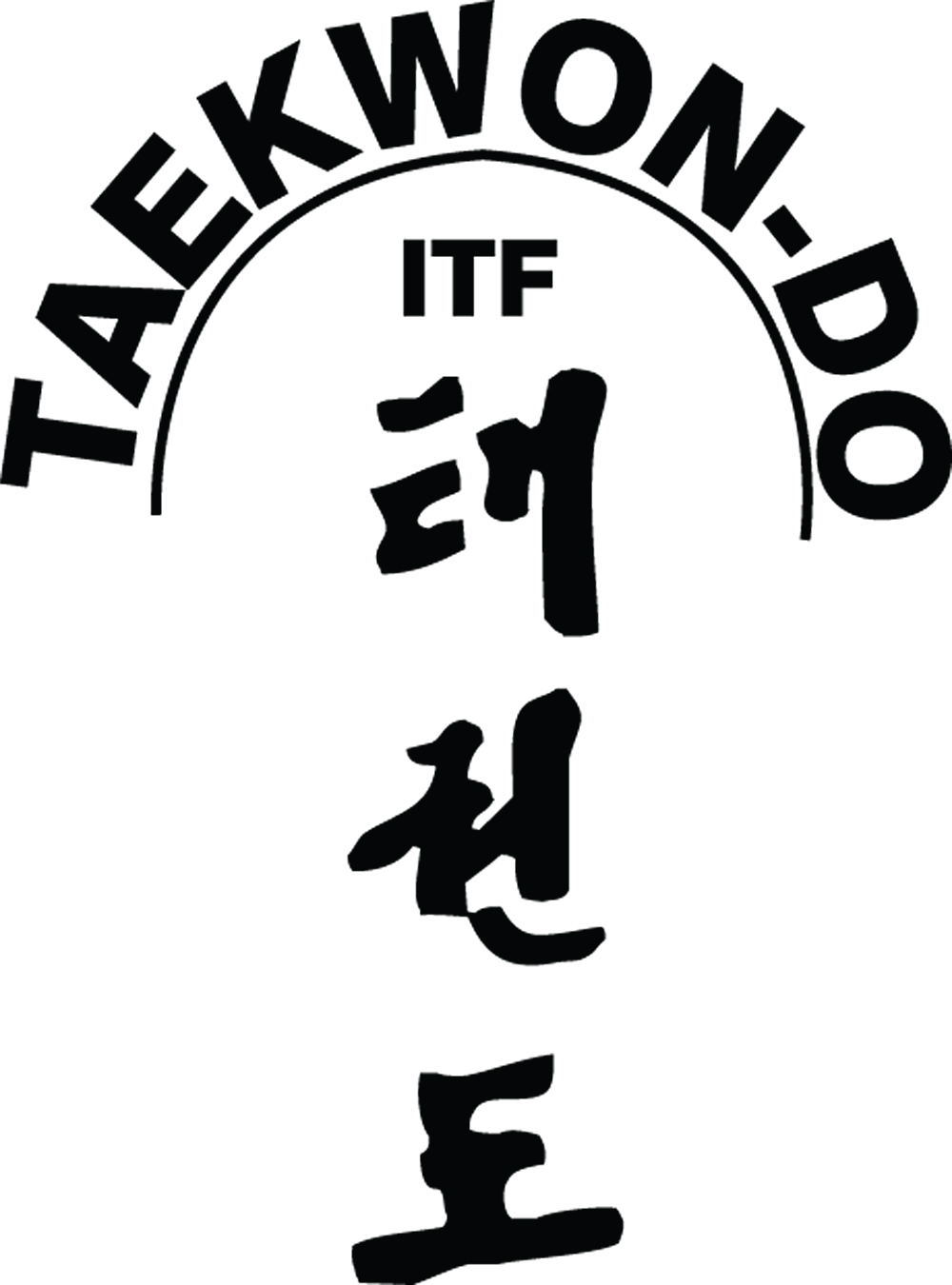
Árbol de Taekwon-do ITF en el dobok

Durante el desarrollo de la Segunda Guerra Mundial (1939 - 1945), Choi fue obligado a enlistarse y servir en el ejército del imperio japonés, sin embargo en la Corea ocupada, durante un viaje de regreso a Pionyang (hoy capital de Corea del Norte), Choi fue tomado prisionero por el ejército japonés bajo las acusaciones de traición y de promoción del Movimiento Independentista Coreano, siendo encarcelado en forma preventiva por 8 meses hasta la resolución de su juicio. Durante su encierro, comenzó a reunir lo mejor de las dos artes marciales aprendidas (Taekkyon y Karate) y a dar forma a su propio estilo marcial. Tras haber finalizado la guerra en 1945, con la derrota y el retiro de los invasores japoneses gracias a la intervención de los Estados Unidos, Choi fue designado como subteniente del nuevo ejército coreano (hoy con fidelidad a la actual Corea del Sur), teniendo a partir de aquí una nueva forma de difusión de su nuevo arte.
A lo largo de su carrera militar (en la que se incluyeron varios viajes a los Estados Unidos y su intervención en la guerra de Corea), Choi continuó perfeccionando sus técnicas y cosechando seguidores (muchos de ellos soldados que se encontraban bajo sus órdenes), hasta llegar en el año 1954 a ser ascendido al rango de General. Durante esos años denominó a su escuela como Oh Do Kwan (en coreano: "Mi propio estilo") al tiempo que daba estructura y refinamiento a las técnicas y tácticas del nuevo arte junto a su compañero Nam Tae Hi. El saber marcial de Choi, comenzó entonces a tomar reconocimiento entre las fuerzas armadas y el pueblo coreano, quienes aceptaron la propuesta de la escuela Oh Do Kwan como un nuevo arte marcial, comenzando a interesarse por su práctica. Las efectividad y difusión de su método marcial, llevaron a Choi a organizar una reunión con instructores, historiadores y líderes de la sociedad coreana para dar un nombre definitivo a este nuevo arte marcial. Como fruto de estas reuniones, el 11/04/1955 fue aprobado como nueva denominación del arte creado por Choi, el nombre de Taekwon-do, el cual describe a este arte marcial como el camino de los pies y puños (Tae = pies, Kwon = manos, Do = camino), debido al período de aprendizaje que debe andar cada practicante y al hecho de utilizar como principales métodos de ataque, y defensa, los golpes de puño y con los pies.

## Organizaciones ITF más conocidas
Actualmente el Taekwon-Do ITF se ha dividido en distintas federaciones a nivel mundial, pero todas comparten el mismo modo y emplean las mismas tradiciones del arte marcial, con algunas pequeñas variables. Por lo que ITF más que una organización, es un estilo del taekwnondo.
| Federación         | Presidente         | Sede central               | Ref.                        |
| ------------------ | ------------------ | -------------------------- | --------------------------- |
| ITF tradicional    | Ri Yong Son        | Viena, Austria             | [ 5 ] [ 6 ]                 |
| ITF Organization   | Paul Weiler        | Inzell, Alemania           | [ 7 ]                       |
| ITF Administration | Choi Jung Hwa      | Harlington, Reino Unido    | [ 8 ]                       |
| Chan-hun ITF       | Ken Phap Lu        | Otawa, Canadá              | [ 9 ]                       |
| ITF Unión          | Don Dalton         | Irlanda                    | [ 10 ] [ 11 ] [ 12 ] [ 13 ] |
| Unified Taekwondo  | Hwang Kwang Sung   | Colchester, Estados Unidos | [ 14 ]                      |
| ITTAF              | Mario Pons Botella | Alcoy, España              | [ 15 ]                      |

## Tul/Formas
Las formas fueron diseñadas por el Gran Maestro Gral. Choi Hong Hi para el perfeccionamiento y desarrollo técnico del Taekwon-Do. Estas constituyen una serie de movimientos fundamentales, las cuales representan técnicas de ataque o defensa en una secuencia mezclada y lógica. Cada movimiento que componen las formas tiene una explicación lógica en el Cómo y el Por qué de su desarrollo y aplicación. El practicante combate sistemáticamente con varios oponentes imaginarios, realizando las técnicas que componen cada una de estas formas.
Las formas son 24 en representación de las 24 horas del día, simbolizando la enternidad y encierran 970 movimientos. El nombre, la cantidad de movimientos y el diagrama de cada forma en particular simbolizan mitos, héroes, hechos y el espíritu de la historia coreana. Son un requisito básico para pasar el examen al siguiente nivel (Hasta el examen de 6° Dan a 7° Dan; a partir de ahí, tomarán en cuenta otros aspectos, tales como la trayectoria dentro del Taekwon-do, años de práctica, acciones en pro de la difusión del mismo, etc.)
Las 24 formas se cuentan desde Cinturón Blanco punta Amarillo hasta Cinturón Negro(VI Dan). Saju-Jirugi (golpe a los 4 lados) y Saju-Maki (bloqueo a los 4 lados) son consideradas preformas básicas para aprender a caminar y bloquear.

### Tules para grados gups (cinturones de color)
| Categoría | Cinturón   | Tul          | Movimientos |
| --------- | ---------- | ------------ | ----------- |
| 10° Gup   |            | Saju Jirugui | 7           |
| 10° Gup   | Saju Makgi | 8            |             |
| 9° Gup    |            | Chon-Ji      | 19          |
| 8° Gup    |            | Dan-Gun      | 21          |
| 7° Gup    |            | Do-San       | 24          |
| 6° Gup    |            | Won-Hyo      | 28          |
| 5° Gup    |            | Yul-Gok      | 38          |
| 4° Gup    |            | Joong-Gun    | 32          |
| 3° Gup    |            | Toi-Gye      | 37          |
| 2° Gup    |            | Hwa-Rang     | 29          |
| 1° Gup    |            | Choong-Moo   | 30          |

### Etimología histórica de cada Tul
Saju-Makgi / Saju-Jirugi (Ejercicios fundamentales)- 10º Gup (blanco): Saju-Jirugi cuenta con 14 movimientos (7 movimientos por izquierda y 7 por derecha) y Saju-Makgi con 16 movimientos (8 por izquierda y 8 por derecha). Son las formas básicas o preformas (conocidas también como primera cruz y segunda cruz) desarrolladas por el practicante, por lo tanto no son consideradas Tul. Significan cruz de ataque (Jirugi) y cruz de defensa (Makgi). 
Chon-Ji - 9º Gup (blanco punta amarilla): Cuenta con 19 movimientos. Su significado es "El Cielo, La Tierra y el Universo". Esto es interpretado en Oriente como la creación del mundo o el principio de la historia de la Humanidad, por tal motivo este es la primera forma (Tul) ejecutada por el practicante. El mismo consiste en dos partes similares: una representa la Tierra y la otra el Cielo.
Dan-Gun - 8º Gup (amarillo): Cuenta con 21 movimientos y se denomina así en honor al legendario rey santo Dangun, considerado como el fundador del reino de Gojoseon (el primer reino de Corea), en el año 2333 a. C. 
Do-San - 7º Gup (amarillo punta verde): Cuenta con 24 movimientos. Su denominación se debe al seudónimo del patriota Ahn Chang-ho (1876-1938), quien dedicó su vida a la educación y a la causa de la independencia coreana del Reino de Japón. Los 24 movimientos representan su vida dedicada a la educación y la lucha por la independencia. 
Won-Hyo - 6º Gup (verde): Cuenta con 28 movimientos. Se denomina así, en honor al notable monje y filósofo Wonhyŏ Daisa, considerado como el precursor del budismo en la dinastía Silla, en el año 686 d. C.
Yul-Gok - 5º Gup (verde punta azul): Cuenta con 38 movimientos. Se denomina así por el término Yulgok, el cual era el seudónimo del filósofo y catedrático Yi I (1536-1584), quien era considerado como El Confucio de Corea. Los 38 movimientos de este Tul se refieren a su lugar de nacimiento en los 38 grados de latitud y el significado de su diagrama es "el erudito" (maestro). 
Joong-Gun - 4º Gup (azul): Cuenta con 32 movimientos. Se denomina así, como homenaje al patriota independentista An Jung-geun (Ahn Joong-Gun), quien había asesinado al Gobernador japonés de Corea Ito Hirobumi, quien impulsó la anexión de Corea al Imperio Japonés. Los 32 movimientos indican la edad en la que Joong-Gun fue ejecutado en la prisión de Lui-Shung en 1910.
Toi-Gye - 3º Gup (azul punta roja): Cuenta con 37 movimientos. El nombre de este tul hace alusión a la palabra Toegyero, la cual era el seudónimo del reconocido filósofo y académico Yi Hwang (1501-1570), quien impulsó la filosofía del neoconfucionismo. Los 37 movimientos hacen referencia a su lugar de nacimiento, ubicado en los 37 grados de latitud y el diagrama del tul representa a "la escuela".
Hwa-rang - 2º Gup (rojo): Cuenta con 29 movimientos. Su nombre hace alusión al grupo de élite de jóvenes guerreros Hwarang, quienes se entrenaban en las montañas y bosques del territorio de la Dinastía Silla, a principios del siglo VII. Sus 29 movimientos, hacen alusión a la 29.ª división de infantería del Ejército Coreano, creada por el General Choi en la Isla de Cheju en 1954 y donde el Taekwon-do alcanzó su punto de maduración.
Choong-Moo - 1º Gup (rojo punta negra): Cuenta con 30 movimientos. Su denominación hace alusión al título de Chungmugong (Señor Marcial Leal), dado a título póstumo al almirante Yi Sun-sin, de la Dinastía Yi, quien forjó su reputación a partir de la invención del barco tortuga (Kobukson) en 1592, con el cual libró y ganó numerosas batallas al imperio japonés. La razón por la que este Tul termina con un ataque con mano izquierda, se debe a la simbolización de su trágica muerte, debido a la cual no pudo demostrar su gran potencial a su Rey.

### Tules para grados Dan (cinturones negros)
| Categoría | Tul         | Movimientos    |
| --------- | ----------- | -------------- |
| I Dan     | Kwang-Gae   | 39 movimientos |
| I Dan     | Po-Eun      | 36 movimientos |
| I Dan     | Ge-Baek     | 44 movimientos |
| II Dan    | Eui-Am      | 45 movimientos |
| II Dan    | Choong-Jang | 52 movimientos |
| II Dan    | Juche       | 45 movimientos |
| III Dan   | Sam-Il      | 33 movimientos |
| III Dan   | Yoo-Sin     | 68 movimientos |
| III Dan   | Choi-Yong   | 46 movimientos |
| IV Dan    | Yon-Gae     | 49 movimientos |
| IV Dan    | Ul-Ji       | 42 movimientos |
| IV Dan    | Moon-Moo    | 61 movimientos |
| V Dan     | So-San      | 72 movimientos |
| V Dan     | Sejong      | 24 movimientos |
| VI Dan    | Tong-Il     | 56 movimientos |

Kwan-Gae - (1º Tul de 1º Dan): Cuenta con 39 movimientos. Se llama así por el famoso Kwang Gae Tohwang, el décimo noveno rey de la dinastía Kogurryo, quien recuperó los territorios perdidos incluyendo la mayor parte de Manchuria. El diagrama representa la recuperación de los territorios perdidos. Los 39 movimientos se refieren a las dos primeras cifras del año 391 D. C que fue el año en que llegó al trono.
P'o-Eun - (2º Tul de 1º Dan): Tiene 36 movimientos. Es el seudónimo de un leal, llamado Chong Mong Chu (1400) quien fue un famoso poeta cuyo poema "No serviré a un segundo rey aunque me crucifiquen cien veces" es conocido en todo Corea. Fue también un pionero en el campo de la física e intelectual. El diagrama representa una lealtad inquebrantable al rey y al país al final de la dinastía Koryo.
Ge-Baek - (3º Tul de 1º Dan): Cuenta con 44 movimientos. Proviene del nombre del gran general Ge-Baek de la dinastía Baek Je (660 D. C.). El diagrama representa su severa y estricta disciplina militar.
Eui-Am - (1º Tul de 2º Dan): Cuenta con 45 movimientos. Es el seudónimo de Son Byong Hi, líder del movimiento independentista Coreano del 1.º de marzo de 1919. Los 45 movimientos se refieren a la edad de cuando cambio el nombre de Dong Hak (cultura oriental), por Chondo Kyo (religión de la vida celeste). El diagrama representa el espíritu indomable que demostró dedicándose a la prosperidad de la nación. 
Choong-Jang - (2º Tul de 2º Dan): Cuenta con 52 movimientos. Es el seudónimo dado al general Kim Duk Ryang quien vivió durante la dinastía Joseon en el siglo XIV. Este tul finaliza con un ataque de mano izquierda para simbolizar la tragedia de su muerte en prisión a los 27 años, sin poder alcanzar su madurez. 
Juche - (3º Tul de 2º Dan): Tiene 45 movimientos. Es una idea filosófica según la cual el hombre es el dueño de todo. Avanza la idea de que el hombre es el dueño del mundo y de su propio destino. Se dice que esta idea surgió en el monte Paektu (la montaña más alta de Corea, 2744m), que simboliza el espíritu del pueblo coreano. El diagrama representa el monte Paektu.
Sam-Il - (1º Tul de 3º Dan): Tiene 33 movimientos. Evoca la fecha histórica del movimiento independentista de Corea que empezó por todo el país el 1 de marzo de 1919. Los 33 movimientos representan el número de los 33 patriotas que organizaron este movimiento. 
Yoo-Sin - (2º Tul de 3º Dan): Tiene 68 movimientos. Proviene del general Kim Yoo-Sin, comandante general durante la dinastía silla. Los 68 movimientos evocan las dos últimas cifras del 668 d. C., año de unificación de corea. La preparatoria representa una espada desenvainada por la mano izquierda, simboliza el error de Yoo-Sin al seguir las órdenes del Rey y pelear con fuerzas extranjeras contra su propia nación. 
Choi-Yong - (3º Tul de 3º Dan): Tiene 46 movimientos. Representa el nombre del general Choi Yong, primer ministro y comandante de las fuerzas armadas de la dinastía Koryo en el siglo XIV. Choi Yong era muy respetado por su lealtad, patriotismo y su humildad. Fue ejecutado por sus subordinados dirigidos por el general Yi Sung Gae, que llegó a ser el primer Rey de la dinastía Joseon. - Se requiere para el 3° dan.
Yon-Gae - (1º Tul de 4º Dan): Tiene 49 movimientos. Proviene del nombre del famoso general de la dinastía Koguryo Yon Gae Somoon. Los 49 movimientos se refieren a las dos primeras cifras del año 649 cuando obligó a la dinastía Tang a abandonar Corea, matando casi 300.000 chinos en Ansi Sung. 
Ul-Ji - (2º Tul de 4º Dan): Tiene 42 movimientos. Proviene del nombre del general UL JI Moon Dok, que defendió Corea con valentía contra la invasión China de los Tang con un ejército de casi un millón de soldados y dirigidos por Yang Je en el año 612. Ul-Ji utiliza tácticas de disuasión y guerrilla, diezmando largamente las fuerzas enemigas. El diagrama evoca su sobrenombre. Los 42 movimientos representa la edad del autor cuando creó este tul. 
Moon-Moo - (3º Tul de 4º Dan): Tiene 61 movimientos. Honor por el 30 Rey de la dinastía Silla. Su cuerpo fue enterrado cerca de Dae Wang Am (roca del Gran Rey). Según su voluntad puso el cuerpo en el mar donde mi alma defenderá para siempre mi país contra los invasores, Se dice que Sok Gul Am (cueva) fue construido para guardar su tumba. El Sok Gul Am es un buen ejemplo de la cultura de la dinastía Silla. Los 61 movimientos de este tul simbolizan las dos últimas cifras del año 661, cuando Moon-Moo subió al trono.
So-San - (1º Tul de 5º Dan): Tiene 72 movimientos. Es el seudónimo del célebre monje Choi Hyongh Ung (1520-1604) durante la dinastía Joseon. Los 72 movimientos se refieren a su edad cuando organizó un cuerpo de monjes soldados con al ayuda de Sa Myung Dang. Esos monjes soldados ayudaron a expulsar los piratas japoneses que controlaban la mayor parte de la península en 1592. 
Sejong - (2º Tul de 5º Dan): Tiene 24 movimientos. Proviene del nombre del más grande de los reyes coreanos, Se Jong quien invento el alfabeto coreano en 1443, y quien era, también un meteorólogo famoso. El diagrama significa REY mientras que los 24 movimientos se refieren a las 24 letras del alfabeto Coreano.
Tong-Il - (6º Dan): Tiene 56 movimientos. Denota la resolución de reunificar a Corea, dividida desde 1945. El diagrama simboliza la homogeneidad de la raza. 
Con esta forma terminan las 24 del Taekwon-Do. Si se cuentan las formas de GUP (incluyendo a saju-maki y saju-jirugi) y las de DAN serían un total de 1000 movimientos. Por lo general, en los tules del estilo ITF, en cada paso se realiza una única técnica. Debido a ello, se puede apreciar como el cuerpo se balancea de arriba abajo en cada técnica, lo que da como resultado un movimiento ondulatorio o sinusoidal, el cual sirve para aprovechar el peso del cuerpo y aumentar así la fuerza en cada técnica. Todo esto está basado en la teoría del poder, postulada por Choi Hong Hi.

## Matsogi/Combate

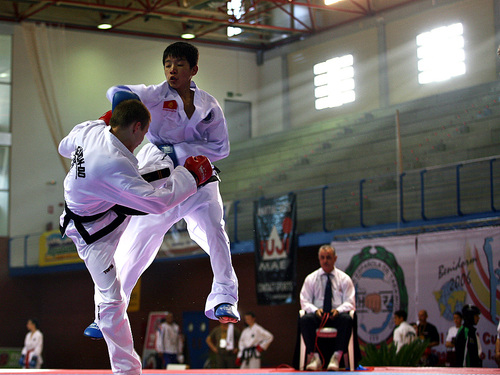
Combate ITF

Para las competiciones de combate, existen diferentes categorías según el grado, peso, altura y la edad de los competidores. El combate se lleva a cabo en un cuadrilátero de 8 X 8 m sin cuerdas ni delimitación física (al contrario que los rings de boxeo) Dependiendo de la categoría y el nivel de la competición, se pueden realizar de 1 a 3 rondas de entre 1 y 3 min, resultando ganador el competidor que al final de las tres rondas sume más puntos.
Los puntos son contados por cuatro jueces que se ubican en una esquina del cuadrilátero cada uno. El sistema de puntuación es el siguiente:
Técnica de un (1) punto: golpe de puño a cualquier zona permitida.
Técnica de dos (2) puntos: golpe con el pie a la zona del torso.
Técnica de tres (3) puntos: golpe con el pie a la zona de la cabeza.
Sólo se permite golpear la parte frontal del cuerpo (desde la cintura a la parte inferior del cuello) y de la cabeza. Se penaliza el acto de golpear intencionadamente al oponente en la espalda o la parte trasera de la cabeza. No se permite golpear con la rodilla, la tibia o el codo (sólo si es con la parte inferior).
Los golpes pueden ser ejecutados con la máxima potencia, no deben tener intención de KO. En caso de que este hecho se produjese fortuitamente durante el combate, el presidente de mesa debe decidir si el competidor que lo llevó a cabo debe ser descalificado o no.
No se permiten agarres, barridos, luxaciones ni proyecciones. No se toleran actitudes o gestos irrespetuosos, provocativos, ofensivos o agresivos hacia otros competidores, golpes fuera de tiempo (cuando el árbitro dice que se detenga la pelea).
En el caso de que un competidor cometa una infracción, el árbitro central detiene el combate y el infractor recibe un aviso. Tres avisos suponen la deducción de un punto al finalizar el combate. Ante una infracción de mayor gravedad, el árbitro puede descontar puntos directamente o incluso descalificar a un competidor.
Es obligatorio utilizar algunas protecciones establecidas por la federación o asociación que organice el combate. Normalmente se requiere el uso de guantes de polipropileno para los puños (llamados pads), así como botas protectoras con taloneras del mismo material para los pies. También suele ser obligatorio el uso de protector bucal y protector inguinal. El uso de rodilleras es opcional. En función del nivel de los participantes, se puede utilizar (aunque no es lo habitual) casco y peto protector, tibiales y protectores de antebrazos.

## Eventos

### 1st World TKD Championships
Fue el primer evento de Taekwon-do a nivel mundial, se celebró en los días 4 y 5 de octubre de 1974 en Montreal, Canadá. Con la participación de 450 competidores de 27 países.
| N.º | País           |   |   |   |
| --- | -------------- | - | - | - |
| 1   | Corea del Sur  | 3 | 2 | 2 |
| 2   | Estados Unidos | 2 | 3 | 1 |
| 3   | Italia         | 2 | 1 | 3 |
| 4   | Haití          | 2 | 0 | 1 |
| 5   | Venezuela      | 2 | 0 | 2 |
| 6   | Jamaica        | 2 | 0 | 0 |
| 7   | Canadá         | 1 | 1 | 4 |
| 8   | Alemania       | 1 | 0 | 1 |
| 9   | Paraguay       | 1 | 0 | 1 |
| 10  | Argentina      | 1 | 0 | 0 |
| 11  | Costa Rica     | 1 | 0 | 0 |
| 12  | Países Bajos   | 0 | 4 | 0 |
| 13  | Colombia       | 0 | 2 | 1 |
| 14  | Yugoslavia     | 0 | 1 | 0 |
| 15  | Malasia        | 0 | 1 | 0 |
| 16  | Australia      | 0 | 1 | 0 |
| 17  | Inglaterra     | 0 | 0 | 1 |
| 18  | Francia        | 0 | 0 | 1 |